# Bob Elliott (attore)
Robert Brackett Elliott, detto Bob (Winchester, 26 marzo 1923 – Phippsburg, 2 febbraio 2016), è stato un attore e comico statunitense.

## Biografia
Nato in Massachusetts, ha iniziato a lavorare in radio dopo aver prestato servizio nella seconda guerra mondiale.
Dal 1946 al 1988 ha fatto parte di un duo comico chiamato Bob and Ray; insieme a lui c'era l'attore Ray Goulding (1922-1990). Si trattava di un duo di improvvisazione e satira che ha lavorato in televisione negli anni '50 con un programma trasmesso dalla NBC, ma anche in film e in radio.
Elliott è apparso in diverse produzioni TV degli anni '70, tra cui Happy Days e Between Time and Timbuktu. Negli anni '80 ha preso parte tra l'altro alla serie Bravo Dick e al film Papà, sei una frana.
Nel 1990 appare nel film Scappiamo col malloppo e nella serie TV Get a Life, in cui recita il figlio Chris Elliott. Quattro anni dopo è nel film Crociera fuori programma prodotto da Tim Burton, anche in questo caso con il figlio Chris protagonista.

### Vita privata
Dal 1943 al 1953 (divorzio) è stato sposato con Jane Underwood. Dal 1954 al 2012 (morte della moglie) è stato sposato con Lee Peppers.
Con la seconda moglie ha avuto tre figli: Chris Elliott, Bob Elliott Jr. e Amy Andersen. La coppia ha anche adottato altri due figli, per un totale di cinque. Tra i suoi nipoti vi sono le attrici Abby Elliott e Bridey Elliott.
Si è spento all'età di 92 anni in Maine.

## Filmografia parziale

### Cinema
- Una scommessa in fumo (Cold Turkey), regia di Norman Lear (1971)
- Papà, sei una frana (Author! Author!), regia di Arthur Hiller (1982)
- Kidco, regia di Ron Maxwell (1984)
- Scappiamo col malloppo (Quick Change), regia di Howard Franklin e Bill Murray (1990)
- Crociera fuori programma (Cabin Boy), regia di Adam Resnick (1994)

### Televisione
- Bob and Ray (1951-1953)
- The Name's the Same - 10 episodi (1955)
- Between Time and Timbuktu - film TV (1972)
- Happy Days - un episodio (1979)
- Trapper John (Trapper John, M.D.) - un episodio (1985)
- Bravo Dick (Newhart) - un episodio (1988)
- Get a Life - 35 episodi (1990-1992)